# Nicolás Domínguez
Nicolás Martín Domínguez (Haedo, 28 juni 1998) is een Argentijns voetballer die doorgaans als middenvelder speelt. Hij verruilde Bologna in september 2023 voor Nottingham Forest. Domínguez debuteerde in 2019 in het Argentijns voetbalelftal.

## Carrière

### Vélez Sarsfield
Domínguez stroomde door vanuit de jeugd van Vélez Sarsfield. Daarvoor debuteerde hij op 10 maart 2017 in het eerste elftal, tijdens een met 3–2 gewonnen wedstrijd in de Primera División thuis tegen Estudiantes. Hij mocht die dag in de basis beginnen en deed dat datzelfde seizoen nog zes keer. Domínguez groeide in het seizoen 2017/18 uit tot basisspeler.

### Bologna
Na meer dan zeventig wedstrijden in het eerste van Vélez Sarsfield tekende Domínguez in augustus 2019 bij Bologna. Hij bleef daarna wel nog vier maanden op huurbasis in Argentinië spelen. Hij maakte op 12 januari 2020 zijn debuut in de Serie A, tegen Torino. Domínguez moest bij Bologna voor zijn positie gaan concurreren met onder anderen Roberto Soriano, Jerdy Schouten en Mattias Svanberg. Dit pakte niet meteen in zijn voordeel uit. Hij kwam wel elk jaar steeds vaker aan spelen toe. Nadat een aantal blessures hem parten speelden in 2021/22, kwam hij in 2022/23 voor het eerst meer dan dertig speelronden in actie in de Serie A. Hiermee werd hij dat jaar negende, de hoogste positie in zijn tijd bij de club.

### Nottingham Forest
Domínguez verruilde Bologna in september 2023 voor Nottingham Forest, de nummer zestien van de Premier League in het voorgaande seizoen.

## Clubstatistieken
| Seizoen | Club              | Competitie       | Competitie | Competitie | Beker | Beker | Internationaal | Internationaal | Totaal | Totaal |
| Seizoen | Club              | Competitie       | Wed.       | Dlp.       | Wed.  | Dlp.  | Wed.           | Dlp.           | Wed.   | Dlp.   |
| ------- | ----------------- | ---------------- | ---------- | ---------- | ----- | ----- | -------------- | -------------- | ------ | ------ |
| 2016/17 | Vélez Sarsfield   | Primera División | 12         | 1          | 4     | 0     | —              | —              | 16     | 1      |
| 2017/18 | Vélez Sarsfield   | Primera División | 24         | 0          | 1     | 0     | —              | —              | 25     | 0      |
| 2018/19 | Vélez Sarsfield   | Primera División | 25         | 3          | 1     | 0     | —              | —              | 26     | 3      |
| 2019/20 | Vélez Sarsfield   | Primera División | 14         | 5          | 0     | 0     | —              | —              | 14     | 5      |
| 2019/20 | Bologna           | Serie A          | 16         | 0          | 0     | 0     | —              | —              | 16     | 0      |
| 2020/21 | Bologna           | Serie A          | 28         | 1          | 2     | 0     | —              | —              | 30     | 1      |
| 2021/22 | Bologna           | Serie A          | 28         | 0          | 1     | 1     | —              | —              | 29     | 1      |
| 2022/23 | Bologna           | Serie A          | 31         | 3          | 3     | 0     | —              | —              | 34     | 3      |
| 2023/24 | Bologna           | Serie A          | 2          | 0          | 1     | 0     | —              | —              | 3      | 0      |
| 2023/24 | Nottingham Forest | Premier League   | 26         | 2          | 3     | 1     | —              | —              | 29     | 3      |
| 2024/25 | Nottingham Forest | Premier League   | 16         | 0          | 1     | 0     | —              | —              | 17     | 0      |
| Totaal  | Totaal            | Totaal           | 222        | 15         | 17    | 2     | 0              | 0              | 239    | 17     |

Bijgewerkt t/m 5 januari 2025.

## Interlandcarrière
Domínguez debuteerde op 6 september 2019 in het Argentijns voetbalelftal. Hij viel toen in de 67e minuut in voor Rodrigo De Paul tijdens een oefeninterland in en tegen Chili (0–0). Zijn eerste interlandgoal volgde op 13 oktober 2019. Domínguez maakte toen de 5–1 in een met 6–1 gewonnen oefeninterland tegen Ecuador. Bondscoach Lionel Scaloni nam Domínguez twee jaar nadat hij hem liet debuteren mee naar de Copa América 2021, de eerste editie sinds 1993 die Argentinië won. Hij mocht tijdens dit toernooi in twee groepswedstrijden invallen.

## Erelijst
| Copa América | 1x | 2021 |

4 Morato ·
5 Murillo ·
6 Sangaré ·
7 Williams ·
8 Anderson ·
9 Awoniyi ·
10 Gibbs-White ·
11 Wood ·
12 Omobamidele ·
14 Hudson-Odoi ·
15 Toffolo ·
16 Domínguez ·
17 Moreira ·
18 Ward-Prowse ·
19 Moreno ·
21 Silva ·
21 Elanga ·
22 Yates  ·
24 Sosa ·
25 Dennis ·
26 Sels ·
28 Danilo ·
30 Boly ·
31 Milenković ·
32 O'Brien ·
33 Miguel ·
34 Aina ·
Coach: Nuno
· Assistent-coach: Reid